# High Street Kensington (London Underground)

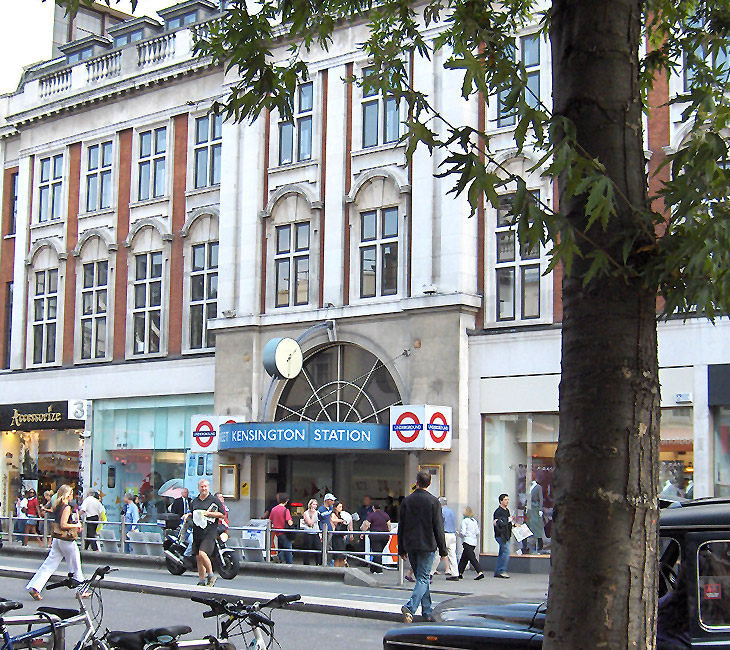
Stationseingang

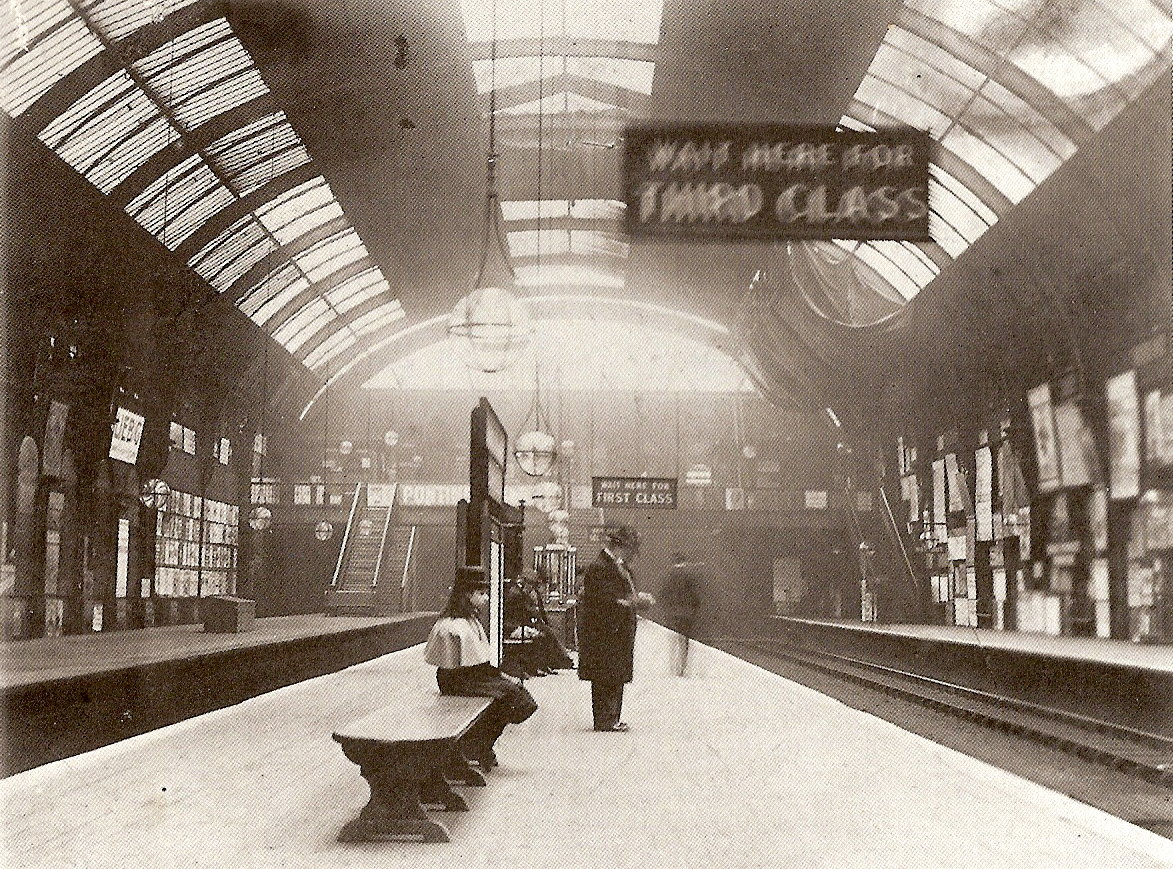
Die Station im Jahr 1892

High Street Kensington ist eine unterirdische, teilweise nach oben offene Station der London Underground im Stadtbezirk Royal Borough of Kensington and Chelsea. Sie liegt in der Travelcard-Tarifzone 1 an der Kensington High Street. Hier halten Züge der Circle Line und der District Line. Im Jahr 2014 nutzten 13,78 Millionen Fahrgäste die Station. Etwa 400 Meter in nordöstlicher Richtung befindet sich der Kensington Palace.
Die Station besitzt vier Gleise. Auf den zwei östlichen Gleisen verkehren die Circle Line sowie die Züge der District Line auf der Strecke Edgware Road – Wimbledon. Die zwei westlichen sind Stumpfgleise und dienen als Endstation eines Pendelzugs der District Line, der nach Earl’s Court und zeitweise nach Kensington (Olympia) verkehrt.
Am 1. Oktober 1868 eröffnete die Metropolitan Railway (Vorgängergesellschaft der Metropolitan Line) die Station Kensington (High Street), als Teil der Strecke Paddington – Gloucester Road. Die Metropolitan District Railway (heutige District Line) nahm am 3. Juli 1871 die Verbindungskurve zur Station Earl’s Court in Betrieb. 1880 wurde der Stationsname in High Street Kensington geändert. Seit 1949 wird die Circle Line als eigenständige Linie betrachtet, während die Metropolitan Line zurückgezogen wurde.

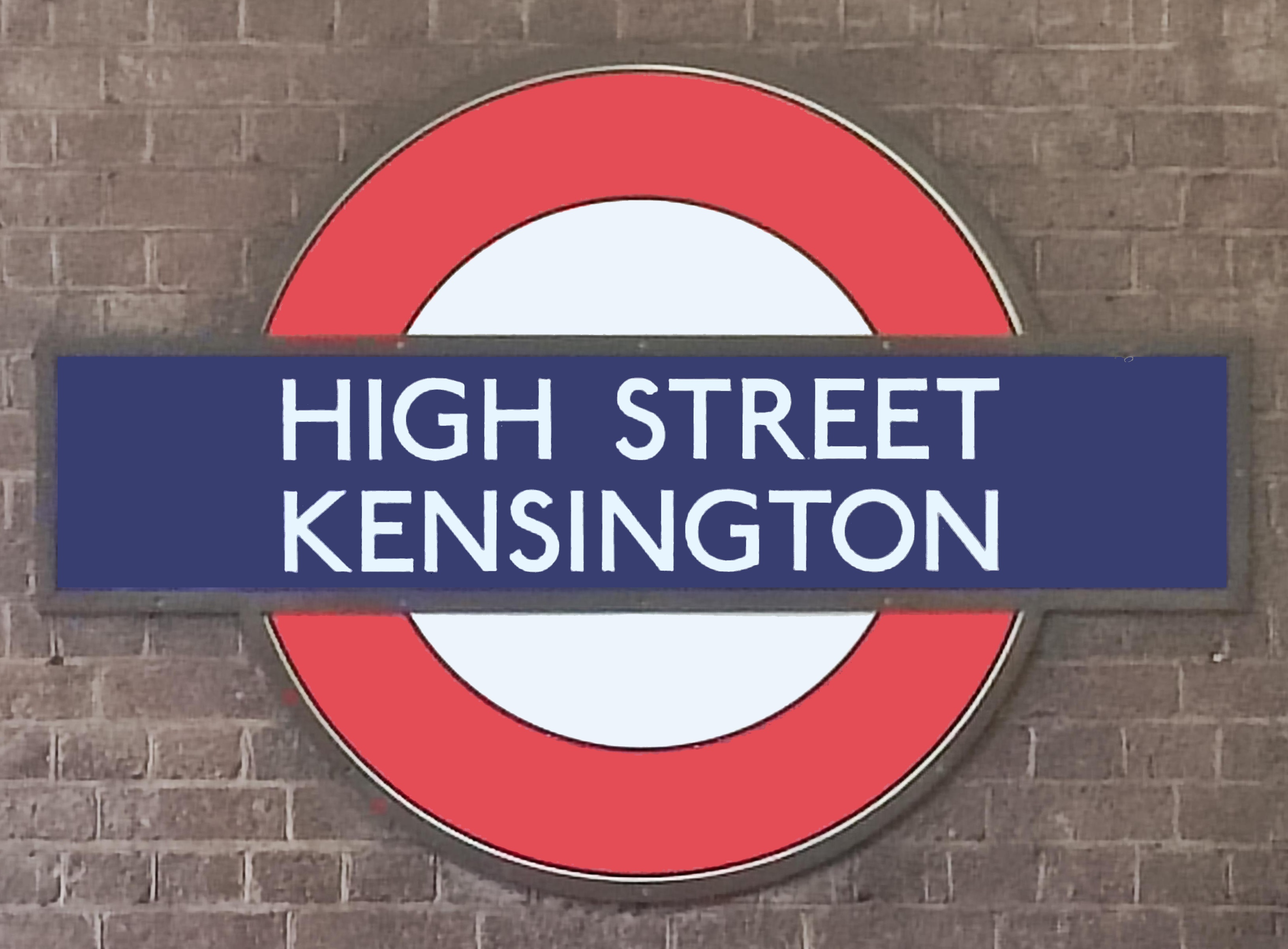
Der lange Name bewirkt einen Zeilenumbruch bei Standard-Schriftgröße
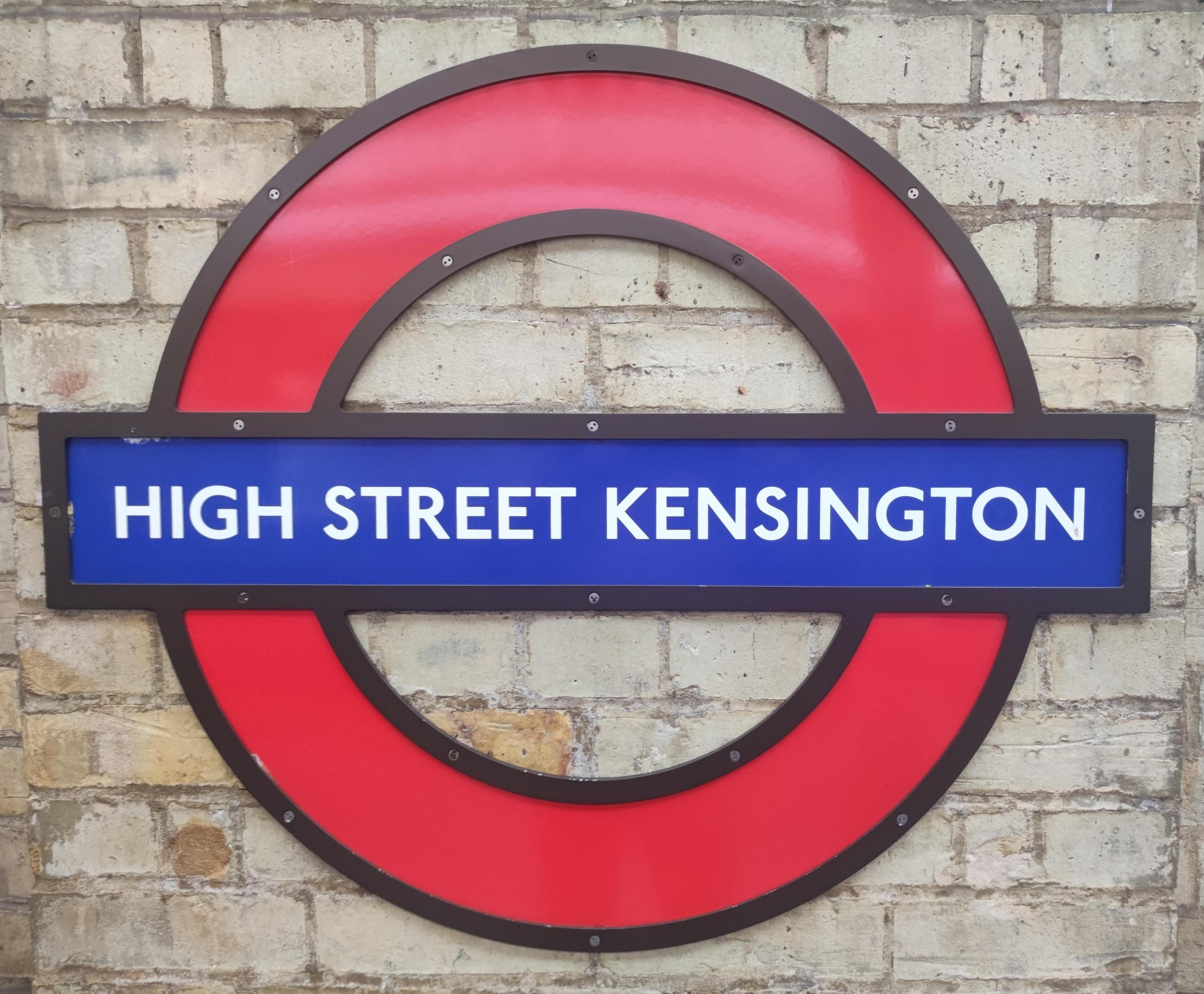
Schilder direkt beim Bahnsteig haben stattdessen eine kleinere Schrift